# Doranahosahalli, Hassan
Doranahosahalli là một làng thuộc tehsil Hassan, huyện Hassan, bang Karnataka, Ấn Độ.